# Route nationale 11a (Madagaskar)
Route nationale 11a (RN 11a) is een nationale weg in Madagaskar van 65 kilometer. De weg sluit ten zuiden aan op Route nationale 11 welke aan de overkant van rivier de Sakanila ligt. Ten noorden sluit de weg aan op de Route nationale 2. De weg is volledig gelegen in de regio Vatovavy-Fitovinany.